# Departaments de Colòmbia

Departaments de Colòmbia

Els departaments són les divisions politicoadministratives de la República de Colòmbia. La Constitució de 1991 estableix que Colòmbia és una República Unitària que es divideix administrativament i política en 33 divisions: 32 departaments, els quals són governats des de les seves respectives ciutats capitals, i un únic Districte Capital (Bogotà). Els departaments formen regions geogràfiques, culturals i econòmiques.
A més hi ha els districtes especials i les Àrees Metropolitanes. Els primers corresponen a centres urbans d'importància nacional com el Districte Capital de Bogotà i els segons corresponen a la integració subregional de les capitals departamentals. La sobirania recau sobre la Nació com a unitat. Al mateix temps, Colòmbia s'organitza sota el principi de descentralització administrativa, mitjançant el qual gran part de l'administració de l'Estat es reparteix entre els 32 departaments i els seus municipis. Els 32 departaments són els següents (entre parèntesis figuren les seves respectives capitals):
- Amazones (Leticia)
- Antioquia (Medellín)
- Arauca (Arauca)
- Atlàntic (Barranquilla)
- Bogotà Districte Capital (Bogotà DC)
- Bolívar (Cartagena)
- Boyacá (Tunja)
- Departament de Caldas (Manizales)
- Departament de Caquetá (Florencia)
- Casanare (Yopal)
- Departament del Cauca (Popayán)
- Departament del Cesar (Valledupar)
- Córdoba (Montería)
- Cundinamarca (Bogotà)
- Chocó (Quibdó)
- Guainía (Puerto Inirida)
- La Guajira (Rioacha)
- Guaviare (San José de Guaviare)
- Huila (Neiva)
- Magdalena (Santa Marta)
- Meta (Villavicencio)
- Nariño (San Juan de Pasto)
- Norte de Santander (Cúcuta)
- Putumayo (Mocoa)
- Quindío (Armenia)
- Risaralda (Pereira)
- San Andrés y Providencia (San Andrés)
- Santander (Bucaramanga)
- Sucre (Sincelejo)
- Tolima (Ibagué)
- Valle del Cauca (Cali)
- Vaupés (Mitú)
- Vichada (Puerto Carreño)